# مسجد يني (لاريسا)
مسجد يني (باليونانية: Γενί Τζαμί)‏، (بالتركية: Yeni Camii)‏ أي "المسجد الجديد") هو مسجد تاريخي في لاريسا، اليونان.

## التصميم
المبنى مربع الشكل، يضم قاعة للصلاة ذات تسع نوافذ مقوسة وسقف مغطى بالقراميد من أربعة جوانب. يحتوي المدخل على رواق ثلاثي مغطى بثلاثة أنصاف قباب. تمتد المئذنة الواقعة في الزاوية الشمالية الغربية حتى الشرفة.